# Stylomesus simulans
Stylomesus simulans är en kräftdjursart som beskrevs av Menzies 1962C. Stylomesus simulans ingår i släktet Stylomesus och familjen Ischnomesidae. Inga underarter finns listade i Catalogue of Life.